# Djouloussou
Djoulussou est un village du Cameroun, situé dans la région de l'Est, dans le département du Haut-Nyong et dans la commune de Lomié.

## Population
Djouloussou est un village de 74 habitants, dont 38 hommes et 36 femmes, d'après le recensement de 2005.